# Triefenstein
Triefenstein ist ein Markt im unterfränkischen Landkreis Main-Spessart.

## Geografie

### Lage
Triefenstein liegt am südlichen Ende des Landkreises Main-Spessart im Mainviereck. Der Main teilt den Markt. Der topographisch höchste Punkt der Gemeinde befindet sich auf 303 m ü. NHN (Lage) am Husarenberg an der B 8 südlich von Tiefenthal, der niedrigste liegt im Main auf 138 m ü. NHN (Lage).

### Geologie/Boden
Auf der rechtsmainischen Seite liegt auf Sandstein fruchtbarer Acker-Lößboden, auf der linksmainischen Seite beginnt mit dem Muschelkalk die zweite Schicht des unterfränkischen Schichtstufenlandes. Die Bodenbeschaffenheit spiegelt sich in der Nutzung der jeweiligen Flächen wider: Auf der rechtsmainischen Seite überwiegt ertragreicher Ackerbau, auf der linksmainischen Seite wird der Muschelkalk für den Weinbau genutzt. Das Zementwerk baut seit über 100 Jahren das Kalkgestein ab.

### Gemeindegliederung
Der Sitz der Verwaltung der Marktgemeinde befindet sich im Gemeindeteil Lengfurt.
Fünf Gemeindeteile verteilen sich auf die vier Gemarkungen der ehemaligen Gemeinden (ehemalige, bis zum 30. April 1978 bestehende Gemeinden):
| \| Gemarkung \| Fläche in ha (1964)[7] \| Gemeindeteile \| Einwohner (31.12.2017) \| Bemerkungen \| \| --------------------- \| ---------------------- \| ----------------------- \| ---------------------- \| ---------------------------------------------- \| \| Trennfeld \| 960 \| Trennfeld, Triefenstein \| 1107 \| rechtes Ufer des Mains \| \| Lengfurt \| 567 \| Lengfurt \| 1719 \| Gemeindesitz, Nordosten, linkes Ufer des Mains \| \| Rettersheim \| 355 \| Rettersheim \| 555 \| Westlich von Trennfeld \| \| Homburg am Main \| 661 \| Homburg am Main \| 1307 \| Südosten, linkes Ufer des Mains \| \| Gemeinde Triefenstein \| (2543) \| \| 4688 \| \| |                     |                         |                        |                                                |
| Gemarkung | Fläche in ha (1964) | Gemeindeteile           | Einwohner (31.12.2017) | Bemerkungen                                    |
| Trennfeld | 960                 | Trennfeld, Triefenstein | 1107                   | rechtes Ufer des Mains                         |
| Lengfurt | 567                 | Lengfurt                | 1719                   | Gemeindesitz, Nordosten, linkes Ufer des Mains |
| Rettersheim | 355                 | Rettersheim             | 555                    | Westlich von Trennfeld                         |
| Homburg am Main | 661                 | Homburg am Main         | 1307                   | Südosten, linkes Ufer des Mains                |
| Gemeinde Triefenstein | (2543)              |                         | 4688                   |                                                |

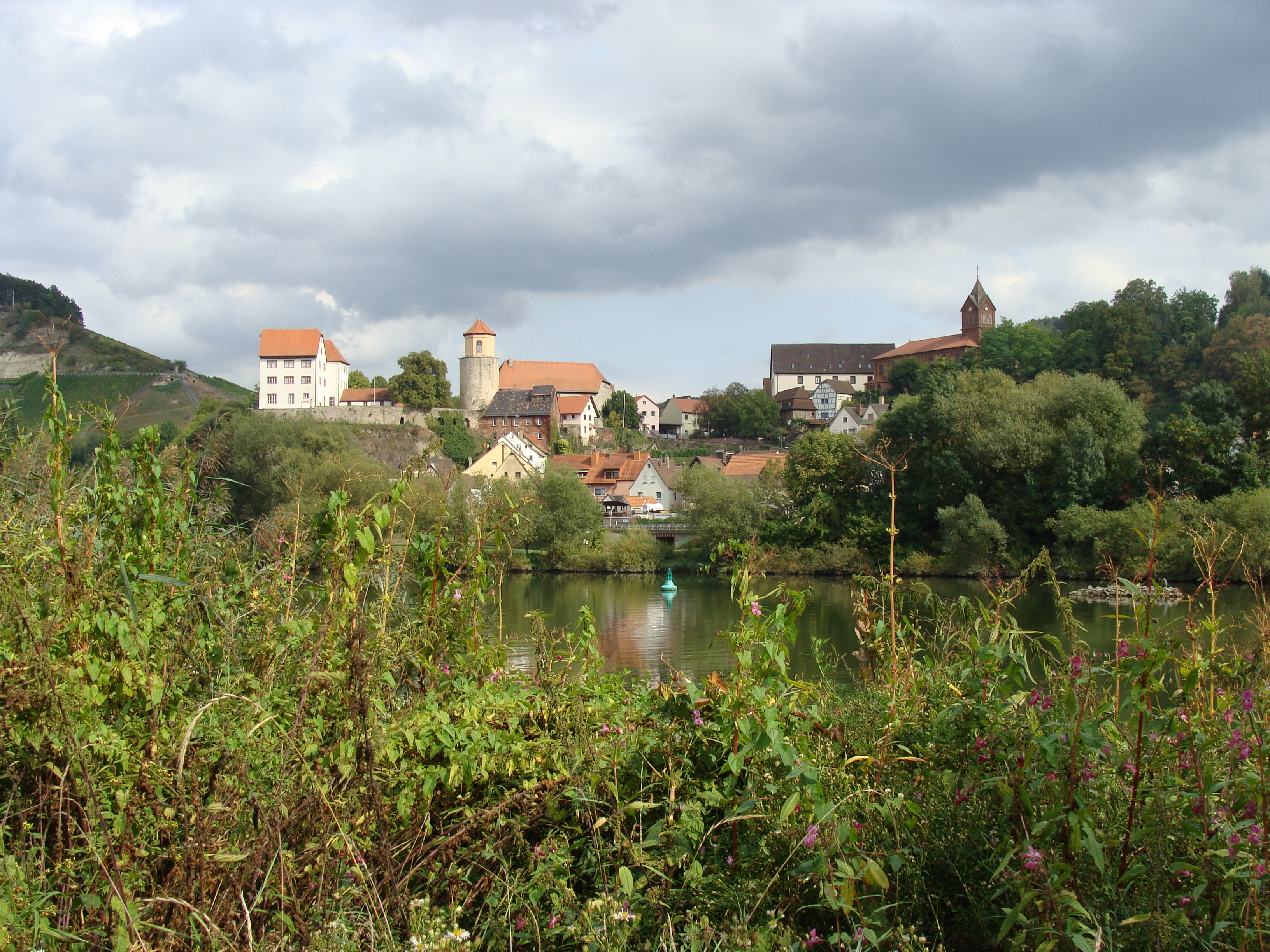
Homburg am Main
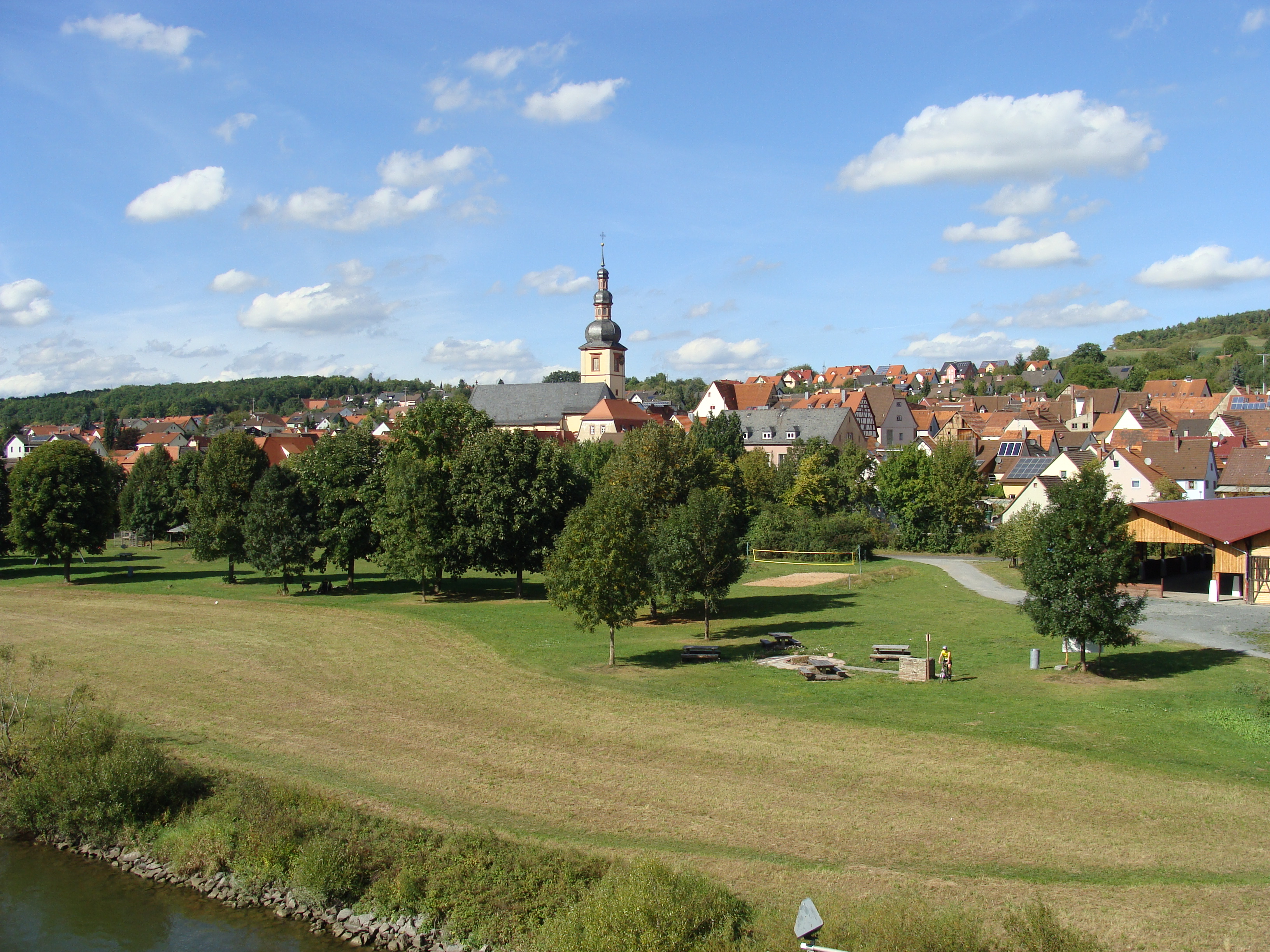
Lengfurt
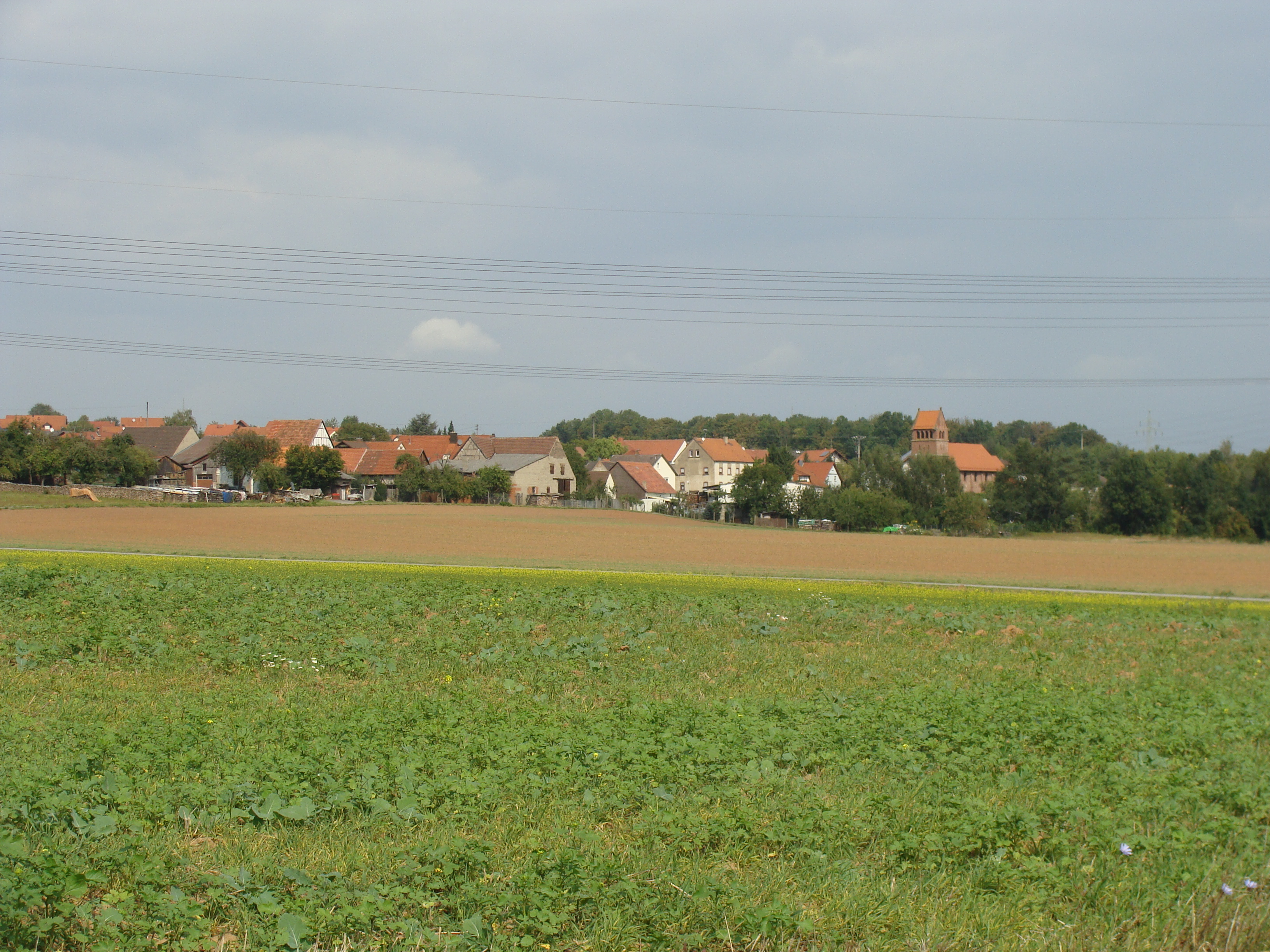
Rettersheim
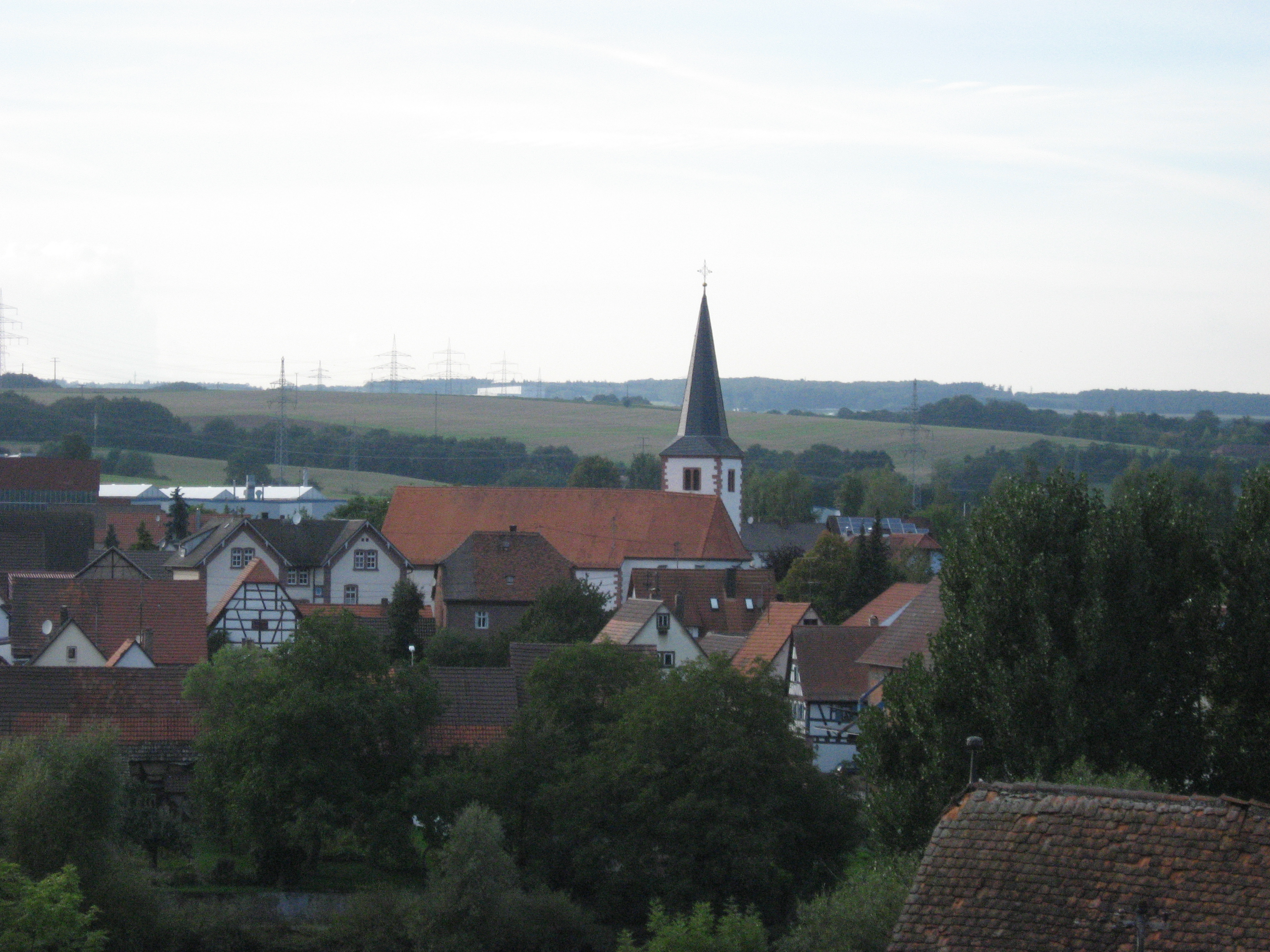
Trennfeld

### Nachbargemeinden
|                     | Stadt Marktheidenfeld                       | Gemeinde Erlenbach bei Marktheidenfeld |
| Markt Kreuzwertheim | Kompassrose, die auf Nachbargemeinden zeigt | Markt Remlingen                        |
|                     | Stadt Wertheim                              | Gemeinde Holzkirchen                   |

## Geschichte

### Vor der Gründung der Gemeinde
Die im Hochmittelalter gegründete Burg Neuenburg, eine zweiteilige Burg, die aus Turmhügel und Hauptburg besteht, liegt etwa 750 Meter nördlich des Klosters Triefenstein und ist nur als Burgstall in geringen Resten erhalten, kann aber entlang des Triefensteiner Kulturweges erwandert werden. Vermutlich von den Herren von Reinstein, Ministerialen der Bischöfe von Würzburg, gegründet, wurde sie im 13. und 14. Jahrhundert zweimal zerstört und fand schon 1594 im Pfinzing-Atlas nur noch als Alt-Purgstal (abgegangene Burg) Erwähnung.
Das 1102 gegründete Kloster Triefenstein (mit Rettersheim) und Trennfeld fiel im Reichsdeputationshauptschluss 1803 an die Grafen Löwenstein-Wertheim und kam 1806 im Zuge der Mediatisierung der kleineren Adelsherrschaften zum Fürstentum Aschaffenburg. Das Amt Homburg des Hochstifts Würzburg fiel 1803 gegen Rente an Bayern und 1805 an das Großherzogtum Würzburg. Zwischen 1814 und 1816 kamen dann alle heutigen Gemeindeteile zu Bayern. Im Zuge der Verwaltungsreformen in Bayern entstanden mit dem Gemeindeedikt von 1818 die Gemeinden Rettersheim, Homburg am Main, Lengfurt und Trennfeld. Diese wurden 1978 bei der Gemeindegebietsreform zusammengeschlossen. Ihre Geschichte ist über sechs Jahrhunderte hinweg eng mit dem Augustiner-Chorherrenstift Triefenstein verknüpft, das Pate für den neuen Namen der Gemeinde stand.
Homburg, die Burg hoch über dem Main, 993 erstmals urkundlich erwähnt, stellte einen wichtigen Außenposten in der Machtpolitik der Würzburger Bischöfe dar. Lengfurt, die lange Furt, kam mit der Klostergründung Triefensteins 1102 ins Licht der Geschichte. Rettersheim, vermutlich die frühe fränkische Siedlung eines „Radheri“, wurde 1284 fassbar. Trennfeld, früher Trieffenvelt (das triefende Feld), zählte als Reichsgut zur Grundausstattung des 1007 gegründeten Bistums Bamberg.
Das Wappen des Marktes Triefenstein zeigt im unteren Teil zwei gekreuzte Schlüssel. Sie sind dem Wappen des gleichnamigen Klosters entnommen, dessen Kirchenpatrone Peter und Paul sind. Petrus wurden nach katholischer Lehre die Schlüssel zum Himmelreich übertragen. Die Alt- und Fernhandelsstraße Via Publica überquerte dort, am Fuße des Klosters, den Main – eine Schlüsselstelle, sowohl bezogen auf die Schlüssel im klösterlichen Wappen als auch auf die Via Publica, die dort, vermutlich schon 839, entstand.
Die erste Mainbrücke wurde 1904 bei Lengfurt errichtet.
Mindestens seit Anfang des 19. Jahrhunderts waren jüdische Familien im Ortsteil Homburg ansässig, die eine jüdische Gemeinde bildeten und 1873 ihre Synagoge errichteten. Erst nach den Novemberpogromen von 1938, am 25. Dezember, brannten SA-Männer das Gotteshaus nieder. Am später dort errichteten Geschäftshaus Maintalstraße 26 erinnert eine Gedenktafel an dieses Geschehen.

### Gemeindegründung
Im Zuge der Gebietsreform in Bayern am 1. Mai 1978 wurden der Markt Homburg am Main sowie die Gemeinden Lengfurt, Trennfeld und Rettersheim aufgelöst und zum Markt Triefenstein vereinigt. Trennfeld trug mit dem auf seinem Gebiet gelegenen Kloster Triefenstein den Namen der neuen Gemeinde bei, der frühere Markt Homburg den Titel Markt, während Lengfurt als größter Ort Sitz der neuen Gemeinde wurde.

### Einwohnerentwicklung
Im Zeitraum 1988 bis 2018 stieg die Einwohnerzahl von 3521 auf 4380 um 859 Einwohner bzw. um 24,4 % – der höchste prozentuale Zuwachs im Landkreis Main-Spessart im genannten Zeitraum.
| Jahr | Einwohnerzahl | Differenz in % pro Jahr |
| ---- | ------------- | ----------------------- |
| 1961 | 4333          | −                       |
| 1970 | 3502          | – 2,1 %                 |
| 1987 | 3530          | ± 0,0 %                 |
| 1991 | 3754          | + 1,6 %                 |
| 1995 | 4005          | + 1,7 %                 |
| 2000 | 4201          | + 1,0 %                 |
| 2005 | 4363          | + 0,8 %                 |
| 2010 | 4340          | – 0,1 %                 |
| 2015 | 4332          | ± 0,0 %                 |

## Politik

### Bürgermeisterin
Erste Bürgermeisterin ist seit 1. Mai 2020 Kerstin Deckenbrock (Aus Vier mach Wir). Bei der Stichwahl am 29. März 2020 wurde sie mit 65,3 % der Stimmen gewählt.
Nach der Kommunalreform wurde der vormalige Lengfurter Bürgermeister Friedrich Cremer (SPD) (1920–2010) der erste Bürgermeister des Marktes Triefenstein.
| Bürgermeister                           | von  | bis  |
| --------------------------------------- | ---- | ---- |
| Friedrich Cremer (SPD)                  | 1978 | 1981 |
| Rudolf Scheurich (Freie Bürger)         | 1981 | 1990 |
| Lothar Huller (SPD)                     | 1990 | 1996 |
| Jürgen Nolte (CSU)                      | 1996 | 2008 |
| Norbert Endres (CSU)                    | 2008 | 2020 |
| Kerstin Deckenbrock (Aus Vier mach Wir) | 2020 |      |

### Marktgemeinderat
Der Marktgemeinderat besteht aus der ersten Bürgermeisterin und den Marktgemeinderatsmitgliedern.
Die Kommunalwahlen von 2002 bis 2020 führten zu folgenden Sitzverteilungen im Marktgemeinderat:
| Partei / Liste    | 2002 | 2008 | 2014 | 2020 |
| ----------------- | ---- | ---- | ---- | ---- |
| CSU               | 7    | 6    | 7    | 5    |
| Freie Bürger      | 4    | 5    | 5    | 5    |
| SPD               | 5    | 5    | 4    | 3    |
| Aus Vier mach Wir | -    | -    | -    | 3    |
| Gesamt            | 16   | 16   | 16   | 16   |

### Wappen
| Wappen von Triefenstein | Blasonierung: „Durch einen silbernen Wellenbalken geteilt von Blau und Rot, oben eine goldene Otterngabel, beseitet von je einer silbernen heraldischen Rose mit goldenen Butzen und Kelchblättern, unten schräg gekreuzt ein goldener und silberner Schlüssel.“ |
| Wappen von Triefenstein | Wappenbegründung: Das Wappen enthält Elemente der früheren Wappen der Gemeinden und des Augustiner-Chorherrenstifts Triefenstein. Die gekreuzten Schlüssel befinden sich auch im Wappen des bis 1803 bestehenden Klosters Triefenstein. Silber und Rot steht für das Hochstift Würzburg, dem lange Zeit das Amt Homburg gehörte. Die Farbe Blau ist in vielen Gemeindewappen zu finden. Aus dem Wappen der Grafen von Wertheim, die bis 1556 unter anderem die Dorfherrschaft von Lengfurt innehatten, kamen die heraldischen Rosen zunächst ins Lengfurter Wappen und dann auch in das von Triefenstein. Die goldene Otterngabel stammt aus dem Wappen von Trennfeld und Homburg. Sie deutet auf die Fischerei im Main und im Klostersee hin. Der Main, der durch Triefenstein fließt, ist durch den Wellenbalken in der Mitte des Wappens vertreten. Das Wappen wurde im Jahre 1981 genehmigt. |

### Gemeindepartnerschaft
Es besteht seit 2013 eine Partnerschaft mit Vassy in Frankreich, die seit 2016 von Valdallière fortgeführt wird.

## Wirtschaft und Infrastruktur

### Wirtschaft einschließlich Land- und Forstwirtschaft

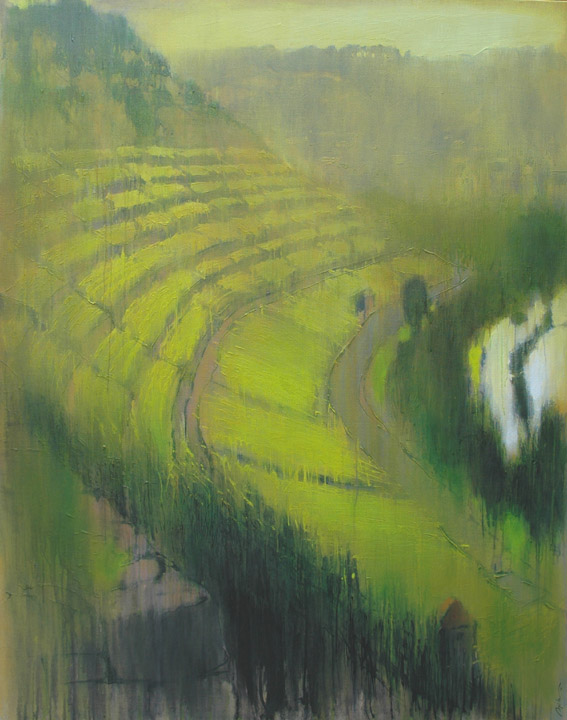
Homburger Kallmuth gemalt von Michael Apitz

Nach der amtlichen Statistik im Bereich der Land- und Forstwirtschaft gab es 1988 sechs, im produzierenden Gewerbe 673 und im Bereich Handel und Verkehr 95 sozialversicherungspflichtig Beschäftigte am Arbeitsort. In sonstigen Wirtschaftsbereichen waren am Arbeitsort 93 Personen sozialversicherungspflichtig beschäftigt. Sozialversicherungspflichtig Beschäftigte am Wohnort gab es insgesamt 1503. Im verarbeitenden Gewerbe gab es zwei Betriebe, im Bauhauptgewerbe sechs Betriebe. Zudem bestanden im Jahr 1999 56 landwirtschaftliche Betriebe mit einer landwirtschaftlich genutzten Fläche von 1100 ha, davon waren 956 ha Ackerfläche und 105 ha Dauergrünfläche.

### Verkehr
Triefenstein ist über die Bundesautobahn 3 Frankfurt-Würzburg (Anschlussstellen Marktheidenfeld und Wertheim-Lengfurt) zu erreichen.
Die Bahnstrecke Lohr–Wertheim führte von 1881 bis 1991 durch Trennfeld. Seit 1954 ist Trennfeld auch über die Mainbrücke Lengfurt, deren Vorgängerbau von 1904 bis 1945 stand, erreichbar.

### Bildung
Es gibt folgende Einrichtungen (Stand: 2020):
- vier Kindertageseinrichtungen mit zusammen 246 Plätzen und 183 Kindern
- eine Grundschule mit neun hauptamtlichen Lehrkräften und 137 Schülern (SJ 2019/2020)[17]

## Persönlichkeiten
Mit Triefenstein verbunden sind:
- Burkard (683–755), war ein aus Südwestengland stammender Mönch, der Anfang 742 von Bonifatius zum ersten Bischof von Würzburg eingesetzt wurde. Er verstarb 755 in Homburg am Main.
- Giuseppe Appiani (1706–1785), Freskenmaler in der Augustinerklosterkirche Triefenstein.
- Friedrich Cremer (1920–2010), Arzt, Bürgermeister und Gemeinderat in Triefenstein.
- Michael Fuchs (* 1982), Badmintonspieler aufgewachsen in Lengfurt.
- Armin Grein (1939–2024), bayerischer Politiker (Freie Wähler), Volksschullehrer in Trennfeld in den 1960er Jahren.
- Löw Homburger (um 1722), Karlsruher Bankier aus Homburg.
- Charles William Kahles (1878–1931), US-amerikanischer Comiczeichner und -autor.
- Emil Killinger (1851–1902), badischer Verwaltungsjurist.
- Lino Salini (1889–1944), Karikaturist, verbrachte seine letzten Jahre in Homburg am Main.
- Erika Spann-Rheinsch (1880–1967), österreichische Dichterin.
- Folmar von Triefenstein († 1181), frühscholastischer Theologe, seit etwa 1147 Probst des Augustiner-Chorherrenstiftes Triefenstein.
- Januarius Zick (1730–1797), Maler des Spätbarocks, malte Fresken in der Augustinerklosterkirche Triefenstein.